# Myiarchus
Myiarchus is een geslacht van zangvogels uit de familie Tyrannidae (tirannen) .

## Soorten
Het geslacht kent de volgende soorten:
- Myiarchus antillarum – Puerto-Ricotiran
- Myiarchus apicalis – Zoomstaarttiran
- Myiarchus barbirostris – Jamaicatiran
- Myiarchus cephalotes – Taczanowski's tiran
- Myiarchus cinerascens – Grijskeeltiran
- Myiarchus crinitus – Grote kuiftiran
- Myiarchus ferox – Kortkuiftiran
- Myiarchus magnirostris – Galápagostiran
- Myiarchus nugator – Grenadatiran
- Myiarchus nuttingi – Bleekkeeltiran
- Myiarchus oberi – Bruinvleugeltiran
- Myiarchus panamensis – Panamese tiran
- Myiarchus phaeocephalus – Roetkruintiran
- Myiarchus sagrae – La Sagra's tiran
- Myiarchus semirufus – Rosse tiran
- Myiarchus stolidus – Dikkoptiran
- Myiarchus swainsoni – Swainsons tiran
- Myiarchus tuberculifer – Monnikskaptiran
- Myiarchus tyrannulus – Cayennetiran
- Myiarchus validus – Oranjestaarttiran
- Myiarchus venezuelensis – Venezuelatiran
- Myiarchus yucatanensis – Yucatántiran